# Стюарт, Рэндольф, 12-й граф Галлоуэй
Рэндольф Элджернон Рональд Стюарт, 12-й граф Галлоуэй (англ. Randolph Algernon Ronald Stewart, 12th Earl of Galloway; 21 ноября 1892 — 13 июня 1978) — шотландский пэр и военный. Он носил титул учтивости — виконт Гарлис с 1901 по 1920 год.

## Происхождение и образование
Родился 21 ноября 1892 года. Старший сын Рэндольфа Стюарта, 11-го графа Галлоуэя (1836—1920), и Эми Мэри Полин Клифф (? — 1942), дочери Энтони Джона Клиффа. Он получил образование в школе Харроу, а затем в Королевском военном колледже в Сандхерсте, который он окончил и был зачислен в шотландский гвардейский полк.

## Карьера
Его отец, второй сын 9-го графа Галлоуэя, унаследовал графский титул после смерти своего дяди, Алана Стюарта, 10-го графа Галлоуэя, в 1901 году.
Виконт Гарлис служил в шотландском гвардейском полку во время Первой мировой войны. Он был почетным атташе миссии в Берне в 1918 году и адъютантом военного губернатора Кельна в 1919 году.
7 февраля 1920 года после смерти своего отца Рэндольф Стюарт унаследовал титулы 12-го графа Галлоуэя (Пэрство Шотландии), 11-го баронета Стюарта из Корсвелла, 12-го лорда Гарлиса (Пэрство Шотландии), 10-го баронета Стюарта из Беррея и 5-го барона Стюарта из Гарлиса (Пэрство Шотландии).
Он получил звание подполковника и почетного полковника в Королевских шотландских пограничных войсках (Территориальная армия). С началом Второй мировой войны он служил первым командиром 7-го батальона шотландского пограничного полка.
Лорд-лейтенант Керкубришира (1932—1975), великий мастер Великой ложи Шотландии (1945—1949).

## Личная жизнь
14 октября 1924 года лорд Галлоуэй женился на американской наследнице Филиппе Фендалл Венделл (24 июня 1905 — 2 февраля 1974) в церкви Святой Маргарет в Вестминстере. Филиппа была второй дочерью Джейкоба Венделла III (1869—1911) и Мэриан (урожденной Фендалл) Венделл, которая несколько лет жила в Англии . Мэриан, в свою очередь, была внучкой Филиппа Ричарда Фендалла II (1794—1868), окружного прокурора округа Колумбия. Филиппа была сестрой Энн Кэтрин Тредик Венделл, первой жены Генри Герберта, 6-го графа Карнарвона. У Рэндольфа и Филиппы были следующие дети:
- Леди Антония Мэриан Эми Изабель Стюарт (3 декабря 1925 — 15 июля 2017)[6], которая в 1946 году вышла замуж за Марка Далримпла, 3-го баронета Нью-Хейлса[англ.] (1915—1971).
- Рэндольф Кейт Реджинальд Стюарт, 13-й граф Галлоуэй (14 октября 1928 — 27 марта 2020)[3].

Лорд Гэллоуэй скончался 13 июня 1978 года в возрасте 85 лет. Ему наследовал его единственный сын Рэндольф. После его смерти графство и другие титулы перешли к троюродному брату Рэндольфа, Эндрю Клайду Стюарту, праправнуку 9-го графа Галлоуэя.